# Unteralba
Unteralba è una località della Germania, frazione (Ortsteil) del comune di Dermbach, nel land della Turingia.

## Storia
Già comune autonomo, fu soppresso e incorporato a Dermbach il 1º gennaio 1974.